# Luc Kroon
Luc Kroon (30 augustus 2001) is een Nederlands zwemmer gespecialiseerd in de 200, 400 en 800 meter vrije slag. Kroon heeft getraind onder leiding van André Buijs, Ronald Stolk en Kees Robbertsen. Hij maakte zijn debuut in een groot internationaal toernooi tijdens de Europese kampioenschappen 2020 in Boedapest. Daar zwom hij met de estafetteploeg de series van de 4 x 100 meter vrije slag gemengd, die Nederland uiteindelijk het zilver opleverde in de finale. Tijdens de Europese kampioenschappen kortebaanzwemmen 2021 zwom Kroon naar het goud op de 400m vrije slag en verbeterde zijn eigen Nederlandse record met een tijd van 3.38,33.

## Resultaten

### Internationale toernooien
| Jaar  | Olympische Spelen | WK langebaan | WK kortebaan       | EK langebaan                                                            | EK kortebaan                        |
| ----- | ----------------- | ------------ | ------------------ | ----------------------------------------------------------------------- | ----------------------------------- |
| 2020* | geen deelname     |              | 6e 400m vrije slag | 29e 200m vrije slag · 24e 400m vrije slag · 4×100m vrije slag gemengd** |                                     |
| 2021  |                   |              |                    |                                                                         | 400m vrije slag · 200m vrije slag · |
| 2022  |                   |              |                    | 14e 200m vrije slag 5e 4×100m vrije slag 5e 4×200m vrije slag gemengd   |                                     |

 *) De internationale toernooien die in 2020 zouden plaatsvinden werden vanwege de coronapandemie uitgesteld tot 2021.

 **) Kroon zwom alleen de series.

## Persoonlijke records
Bijgewerkt tot en met 2 november 2021 
Kortebaan
| Afstand         | Tijd       | Datum            | Plaats    |
| --------------- | ---------- | ---------------- | --------- |
| 100m vrije slag | 47,29      | 4 juli 2021      | Amsterdam |
| 200m vrije slag | 1.42,56    | 18 oktober 2020  | Amsterdam |
| 400m vrije slag | NR 3.38,33 | 2 november 2021  | Kazan     |
| 800m vrije slag | NR 7.44,18 | 21 december 2019 | Tilburg   |

Langebaan
| Afstand         | Tijd    | Datum           | Plaats    |
| --------------- | ------- | --------------- | --------- |
| 100m vrije slag | 49,68   | 2 juli 2021     | Amsterdam |
| 200m vrije slag | 1.47,85 | 4 december 2020 | Rotterdam |
| 400m vrije slag | 3.50,91 | 3 juli 2019     | Kazan     |
| 800m vrije slag |         |                 |           |